# زيفار باي أحمادبايوف
زيفار باي أحمادبايوف -(بالأذرية: Zivər bəy Əhmədbəyov) أول مهندس معماري أذربيجاني من التعليم العالي .مهندس معماري رئيسي لباكو منذ 1919 حتى 1922.
.

## حياته
ولد زيفار باي أحمادبايوف في مدينة شاماخي في عام 1873. بدأ المرحلة الثانوية في شاماخي. تخرج من معهد بطرسبرغ للمهندسين المدنيين في 1902.عاش في باكو حتى 1910، وعمل في إدارة مقاطعة باكو، بعد ذلك مهندس معماري في إدارة مدينة باكو بين 1902-1917. بعد إعلان جمهورية أذربيجان الديمقراطية هو أصبح مهندس معماري رائسي لباكو.
تولى زيفار باي أحمادبايوف منصبا مهندس معماري رئيسي لباكو حتى 1922.
تم تشييده بمشريع زيفار باي أحمادبايوف مسجد الجمعة في شماخى، ضريح إمامزاده في شماخى، مسجد طازه بير في باكو، ومسجد أبو الفضل عباس في غويتشاي، مسجد مورتوزى موختاروف في قرية أميرجان لباكو(1908). 
يعد مسجد مورتوزى موختاروف في قرية أميرجان واحداً من أفضل لآلئ العمارة الشرقية، وهو محمي من خلال الإدراج في المعالم التاريخية لليونسكو.
جمع زيفار باي أحمادبايوف التقاليد المعمارية أوروبا الغربية والشرقية في مشاريعه بمهارة. انتحر زيفار باي أحمادبايوف في عام 1925 في باكو.

## ذكراه
تم افتتاح تمثال زيفارباي أحمادبايوف والحديقة التي سميت باسمه في واجهة ميترو نيظامي في 26 مايو 2011.

## أعماله
- مسجد طازه بير
- مسجد مورتوزى موختاروف
- مسجد أجدر باي
- مدرسة السعادة
- مستشفى للأطفال (1914-1918)
- بناية للسكان (المعيشة) (1914-1916)
- معهد المخطوطات لأكاديمية العلوم الوطنية روسيا